# Jošanički Prnjavor
Jošanički Prnjavor (cyr. Јошанички Прњавор) – wieś w Serbii, w okręgu pomorawskim, w mieście Jagodina. W 2011 roku liczyła 36 mieszkańców.